# Márton Barta
Márton Barta (13 de octubre de 1999) es un deportista de Hungría que compite en natación. Ganó cuatro medallas en el Campeonato Mundial Junior de Natación de 2017, oro en 4 × 100 m libre y 4 × 200 m libre, plata en 400 m estilos y bronce en 200 m estilos.